# Opisthodon
Opisthodon és un gènere de granotes de la família Myobatrachidae.

## Taxonomia
| Nom comú | Nom binomial                       |
| -------- | ---------------------------------- |
|          | Opisthodon ornatus (Gray, 1842)    |
|          | Opisthodon spenceri (Parker, 1940) |